# Хто отримає діамант? (фільм)
Хто отримає діамант? (англ. Comes a Bright Day) — британський фільм. Сценаристом і режисером фільму став Саймон Ебауд. Ролі виконували Крейґ Робертс, Імоджен Путс, Тімоті Сполл та Кевін Маккідд. Хто отримає діамант? — це режисерський дебют Ебауда. Фільм — це мікс жанрів; трилер з чорним гумором, романтичний фільм, а також фільм-пограбування. Це історія про пошук захованого коштовного каміння, яке зробить життя нескінченно багатим.

## Сюжет
Сем Сміт, яскравий, амбіційний і привабливий портьє п'яти зіркового готелю, який мріє про власний ресторан, яким він буде керувати із другом свого дитинства. Здавалося б, у простий для нього день, він раптом виявляє, що став заручником ситуації, на кону якої життя або смерть, разом із красивою Мері та її старшим босом Чарлі, виконуючи доручення у одному із найпрестижніших ювелірних магазинів. На тлі збройного пограбування, яке відбувається жахливо, заручники Мері та Сем, отримують можливість розкрити один одному свої справжні почуття. Чарлі, оцінивши всю ситуацію, нагороджує Сема його бажанням мати власний ресторан, пропонуючи співпрацю з ним. Мері каже своєму босу, що змінює свої плани про переїзд до Австралії, і просить Сема взяти її на концерт.

## У ролях
- Крейґ Робертс — Сем Сміт
- Імоджен Путс — Мері Брайт
- Кевін Маккідд — Кемерон
- Тімоті  Сполл — Чарлі
- Джефф Белл — Джон Морґан
- Джозеф Алтін — Клеґ
- Ентоні Велш — Елліот
- Бен Кура — містер Салліван
- Ендрю Леунг — Ендрюс[4]

## Саундтрек
Foo Fighters дали свій дозвіл на використання свого треку Мій герой (My Hero), як саундтрек до фільму.